# 김문경 (축구인)
김문경(한국 한자: 金文經, 1960년 1월 6일 ~ )은 대한민국의 전직 축구 선수이다. 현역 시절 포지션은 수비수였다.

## 선수 경력
김문경은 1984시즌을 앞두고 현대 호랑이에 입단했다. 입단 첫 시즌 13경기에 출전했다.
1989시즌이 끝난 후 현역에서 은퇴했다.